# Бююкдере
Бююкдере (Бююк-Дере, тур. Büyükdere — Большая долина) — квартал (махалле) района Сарыер ила Стамбул в Турции, на европейском берегу Босфора, вблизи входа в него из Чёрного моря, в глубине обширной бухты Бююкдере, при устье широкой долины (откуда взято имя района).
В прошлом приморская деревня, которая являлась любимым летним местопребыванием для части дипломатических представителей европейских государств в Константинополе. Расположенная вдоль берега, эта деревня делилась на две половины: изящную верхнюю, с широкой набережной, вдоль которой тянулись красивые дачи (между ними находился и летний дом русского посольства) и нижнюю, населенную греками и армянами.